# Viriato Figueira

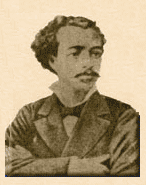
Viriato Figueira

Viriato Figueira (* 1851 in Macaé, Provinz Rio de Janeiro; † 24. März 1883 in Rio de Janeiro), eigentlich Viriato Figueira da Silva, war ein brasilianischer Komponist, Flötist und Saxophonist.
Viriato Figueira war Schüler des Flötisten Joaquim Calado (1848–1880) am Conservatório de Música in Rio de Janeiro. Er gilt als einer der Pioniere, die das Saxophon in Brasilien als Solist bekannt gemacht hat. 1866 wurde er in São Paulo Mitglied des Orchesters des Teatro Phoenix Dramática unter der Leitung von Henrique Alves de Mesquita.
1877 hatte er seinen größten Erfolg als Komponist mit der Polka Só pra moer, die 1902 von Patápio Silva auf Schallplatte aufgenommen und zu einem Klassiker und festen Bestandteil im Repertoire vieler Choro-Musiker wurde. Er starb in Rio de Janeiro an Tuberkulose, drei Jahre nach seinem Freund und Lehrer Joaquim Calado.

## Werkauswahl
- Caiu! Não disse?
- Carolina
- Lucinda
- Macia
- Só pra moer